# Deggenreuschen - Rauschachen
Das Naturschutzgebiet Deggenreuschen - Rauschachen liegt auf dem Gebiet der Stadt Hüfingen im Schwarzwald-Baar-Kreis in Baden-Württemberg.
Das aus zwei Teilflächen bestehende Gebiet erstreckt sich südwestlich der Kernstadt Hüfingen zu beiden Seiten der B 31. Nördlich fließt die Breg, östlich verläuft die Landesstraße L 171.

## Bedeutung
Für Hüfingen ist seit dem 7. April 1941 ein 124,9 ha großes Gebiet unter der Kenn-Nummer 3.035 als Naturschutzgebiet ausgewiesen. Es handelt sich um ein „Waldgebiet auf der Muschelkalkhochfläche der Baar, stellenweise auf Lettenkeuper.“ Es ist ein „von Fichten beherrschter Fichten-Tannenwald, ehemals mit Buchen durchsetzt, mit interessanter Flora.“